# Chummy MacGregor
Chummy MacGregor, rodným jménem John Chalmers MacGregor, (28. března 1903 – 9. března 1973) byl americký jazzový klavírista a skladatel. Studoval na Michiganské univerzitě, kterou dokončil v roce 1925. V letech 1936 až 1942 byl členem orchestru Glenna Millera. Ve filmu The Glenn Miller Story z roku 1953 jej ztvárnil Harry Morgan. Sám vystupoval například ve filmech Sun Valley Serenade (1941) a Orchestra Wives (1942), v obou případech po Millerově boku. Je spoluautorem řady písní, mezi něž patří například „Moon Dreams“, „It Must Be Jelly ('Cause Jam Don't Shake like That)“ a „I Sustain the Wings“